# Empis occlusa
Empis occlusa är en tvåvingeart som beskrevs av Collin 1960. Empis occlusa ingår i släktet Empis och familjen dansflugor. Inga underarter finns listade i Catalogue of Life.